# Valeria Díaz
Valeria Rocio Díaz (27 de dezembro de 1984) é uma atriz e cantora argentina. 

## Biografia
Díaz estreou como atriz de televisão em 1994, no programa "Cara Bonita". Em 1995, ela juntou-se a "Parchís" um popular grupo musical infantil, como cantora. Em 1997, ela deixou Parchís e começou na telenovela da Chiquititas, da Telefe, como Delfina.
Díaz se aposentou de "Chiquititas" em 1998, e realizou pequenos papéis em vários programas de TV da Telefe.
Díaz tem três irmãs, Julieta, Brenda e Nadia. Ela lista Aruba como seu destino favorito de férias.

## Filmografia
| Filmografia | Filmografia |
| Ano         | Título      |
| ----------- | ----------- |
| 1994        | Cara Bonita |
| 1997-1998   | Chiquititas |